# Athyrium jinshajiangense
Athyrium jinshajiangense är en majbräkenväxtart som beskrevs av Ren-Chang Ching och Shing. Athyrium jinshajiangense ingår i släktet Athyrium och familjen Athyriaceae. Inga underarter finns listade.